# تول (لبنان)
تول هي إحدى القرى اللبنانية من قرى قضاء النبطية في محافظة النبطية.

## البلدية
لا تملك بلدية تابعة لبلدية قرية الكفور.

## التعليم
يوجد فيها مدرستان ومعهد فني:
1. مدرسه الشهيد بلال فحص
2. مدرسه الغدير
3. معهد تول الفني

## النشاط الإقتصادي للبلدة
شهدت ثوره اقتصاديه حيث شيد عدد من المصانع الكبيرة والتي ساهمت في نمو القرية 

وبعد حرب 2006 مع إسرائيل تسارعت عمليه بناء القرية وظهر عدد من المباني الضخمة.وحولت إلى منطقه سكنيه بامتياز

لا يوجد سكان اصليون في تول بل جلهم نازحون من المناطق اللبنانية القريبة منها، حيث اتى إليها السكان من جميع مناطق الجنوب البناني وفي الاخص من مدينه النبطية التي تشكل مدينه مهمه في جنوب لبنان. 
يوجد في تول عدد كبير من المؤسسات التجارية يتمركز القسم الأكبر منها في الشمال الغربي من القرية معظمها متوسطه الحجم.

## الجوامع والمساجد
ويوجد في تول ثلاثه جوامع:
1. جامع أهل البيت {عليهم السلام}
2. جامع البشير
3. جامع المهدي